# بت ديفيندر
بت ديفيندر (بالإنجليزية: Bitdefender)‏ شركة رومانية مقرها بوخارست وتختص في أمن المعلومات وتطوير أدوات الحماية المعلوماتية.
تأسست الشركة سنة 2001، وتملك فروعا في الولايات المتحدة وأوروبا وأستراليا والشرق الأوسط. وتغطي منتجاتها 150 دولة. صنفتها مايكروسوفت كخامس شركة رائدة في مجال توفير أدوات مكافحة البرمجيات الخبيثة لنظام ويندوز في 2021.